# Sergei Podolinsky
Sergei Podolinsky (Ucrânia, 1850-1891) foi um médico e economista socialista ucraniano. É reconhecido como um antecessor da Economia ecológica, por seu trabalho que buscou integrar à análise econômica as implicações dos estudos sobre a energia e seu fluxo biofísico, como as leis da termodinâmica.

## Vida
Podolinsky nasceu numa família abastada da ucrânia, seu pai foi chefe dos correios nas provincias do sul do país, e mais tarde se aposentou e passou à fazer poesia. Estudou ciências naturais em Kiev, onde se aproximou de Nikolai Sieber, um dos primeiros professores de econômia influenciado pelos trabalhos de Marx, já na década de 1870 e 80. Em 1972, Podolinsky terminou seus estudos em Kiev, e iniciou seus estudos em medicina em Zurich. No verão desse ano ele conheceu Marx e Engels em Londres, através de Pyotor Lavrovich Lavrov. Ele chegou à participar do Congresso de Haia da Associação Internacional dos Trabalhadores. Podolinsky publicou diversos trabalhos panfletários de divulgação do socialismo por volta dessa época, alguns dos primeiros do tipo na língua ucraniana. Recebeu finalmente seu doutorado em medicina em Breslau no ano de 1876.
Retornou para a casa de sua família em 1877, onde se casou com Maria Andreeva, filha de um dono de terras. Eles passaram à viver em Montpellier. Em 1879, publicou seu longo estudo médico A vida e saúde do povo na Ucrânia. Se envolveu também com diversos jornais nacionalistas e socialista ucranianos, como o Hromada (Comunidade). Esreveu Trabalhos manuais e fábricas na Ucrânia (1880), o primeiro trabalho em econômia na língua ucraniana. Pesquisadores como John Bellamy Foster e Paul Burkett notam a afinidade de Podolisnky com o socialismo francês, mais do que o alemão, e com referências marxistas que enfatizam mais o desenvolvimento industrial e o determinismo econômico do que a luta de classes, seu colega, Drahomanov, se considerava um seguidor de Proudhon.
No periodo tardio da década de 1870, Podolisnky começou à pesquisar seriamente a energética agrícola, pelo qual seria mais tarde reconhecido pela Economia ecológica. Em março de 1880 ele compartilhou com Marx sua obra Trabalho humano e a conservação da energia, que mais tarde receberia uma nova versão com o título de Socialismo e a Unidade das Forças Físicas, que receberia outras versões ainda mais extensas e se tornaria notável. No mesmo período publicou diversos artigos sobre niilismo e darwinismo social na La Revue Socialiste.

## Socialismo e a Unidade das Forças Físicas
Esse trabalho sozinho garante à Podolinsky o lugar de fundador da socio-energética. Apesar de encontrar sua inspiração no pensamento econômico de Marx e Engels, e apesar de sua intenção de dar uma fundação biofísica à Teoria do valor-trabalho, a recepção dele entre os dois pensadores socialistas não foi favorável, e, segundo economistas ecológicos, eles desconsideraram as implicações e o valor das teses de Podolinsky para o sistema Marxista.